# Сан-Сильвестро-аль-Квиринале
Сан-Сильвестро-аль-Квиринале (итал. Chiesa di San Silvestro al Quirinale — Церковь Святого Сильвестра на Квиринале) — историческая церковь в центре Рима, Италия. Расположена на Квиринальском холме, в нескольких кварталах к югу от Пьяцца дель Квиринале на Виа Маджо. Римско-католический храм с титулом малой базилики.

## История
Церковь, вероятно, была заложена в IX веке, хотя впервые упоминается только в 1030 году под названием Санто-Стефано-ин-Кабалло (Santo Stefano in Caballo), от древнего именования холма, на котором она находится (ныне: Монте-Кавалло, «Холм с конями», от названия фонтана со скульптурами Диоскуров). Согласно сведениям историка и археолога М. Армелини церковь с XII века также носила имя Сан-Сильвестро-ин-Бибератика (San Silvestro in Biberatica).
В 1507 году папой Юлием II церковь была подарена доминиканцам флорентийской конгрегации Святого Марка. Отошедший к театинскому ордену, храм был перестроен в 1524—1584 годах. В 1566 году театинцы сделали церковь учебным домом для послушников. Хозяйственные пристройки были возведены, по утверждению архитектора и антиквара Пирро Лигорио, на руинах древнеримского храма Сераписа. Главный алтарь был освящён в 1584 году Томасом Голдуэллом, епископом церкви Св. Асафа в Северном Уэльсе, последним католическим епископом в Англии при королеве Марии Тюдор. В 1801 году церковь Сан-Сильвестро, покинутая театинцами за несколько лет до этого, была передана лазаристам.
В период, когда в Квиринальском дворце проходили конклавы для избрания нового папы, от этой церкви начиналось инаугурационное шествие кардиналов. В 1877 году улицу расширили и старый фасад церкви был перестроен. Монастырь стал государственной собственностью после присоединения Лацио к Королевству Италия в 1871 году и был преобразован в казармы. Позднее снова отошёл к церкви.

## Архитектура и произведения искусства в интерьере
Между 1873 и 1877 годами фасад церкви был перестроен архитектором Андреа Бусири Вичи, вдохновлённым образцами римского барокко конца XVI века, однако выглядит фасад довольно скромно. Церковь имеет план латинского креста и один неф, с двумя капеллами по сторонам, куполом и глубоким пресбитерием. После городских реконструкций XIX века церковь оказалась приподнятой примерно на девять метров над уровнем новой улицы. Проблема входа была решена сохранением «театрального» портала на уровне улицы и устройством внутренней лестницы с подъёмом на образовавшийся второй этаж.
Неф перекрыт деревянным с резьбой, позолотой и росписью кессонным потолком. Его создание во второй половине XVI века приписывается выдающемуся мастеру Фламинио Буланже.
За алтарем находится длинный сводчатый хор. На контрфасаде входа находится монумент кардиналу Федерико Корнеру (Корнаро).
Первая капелла с правой стороны имеет майоликовый пол работы Луки делла Роббиа (1525) и герб папы Льва X. На стенах — фрески, изображающие сцены из жизни святой Екатерины Сиенской и святой Марии Магдалины, приписываемые Полидоро да Караваджо. На потолке Дж. Чезари (Кавальер д’Арпино) написал сцены из жизни первомученника Стефана Дьякона.
Во второй капелле с правой стороны находится картина с изображением «Рождества Девы Марии», написанная Марчелло Венусти в XVI веке. На стенах — «Обрезание Христа» и «Поклонение волхвов» Якопо Дзукки и «Сон святого Иосифа» и «Убийство невинных» Рафаэллино да Реджио.
В первой капелле слева имеется фреска работы Аванцино Нуччи «Папа Святой Сильвестр, крестящий императора Константина». На потолке изображены сцены из жизни святого Сильвестра, написанные в 1868 году.
Запрестольный образ во второй капелле слева принадлежит Джачинто Джиминьяни и изображает папу Пия V и кардинала Алессандрино в композиции «Поклонение Мадонне». В центре — икона «Мадонна с Младенцем» римской школы XIII века.
В окончании левого трансепта находится Капелла Успения, также известная как капелла Бандини. Большая восьмиугольная купольная капелла спроектирована в 1585 году Оттавиано Маскерино. Алтарный образ «Ассунта» (Вознесение Мадонны) написана Шипионе Пульцоне. Четыре раскрашенных медальона, изображающих сцены из жизни Давида, Юдифи, Эсфири и Соломона (1628), принадлежат болонцу Доменикино. Там же находятся статуи Магдалины и Святого Иоанна 1628 года из стукко (гипса) работы Алессандро Альгарди и святых Иосифа и Марта работы Франческо Моки.
Из нефа имеется выход на небольшую террасу, в которой знаменитая поэтесса Виттория Колонна принимала своих учеников, единомышленников и друзей. В её обществе на этой террасе не раз бывал великий художник Микеланджело Буонарроти.

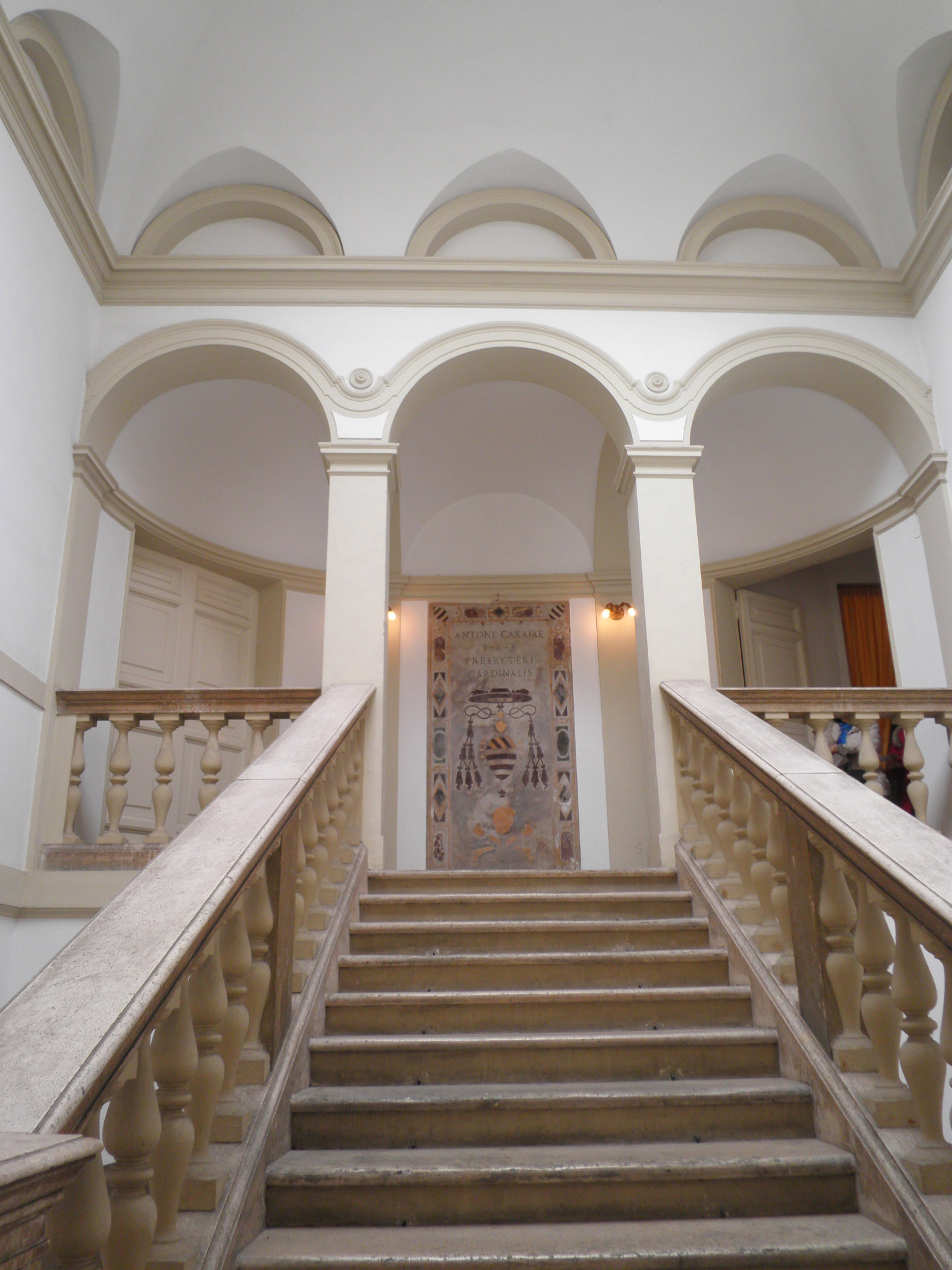
Входная лестница
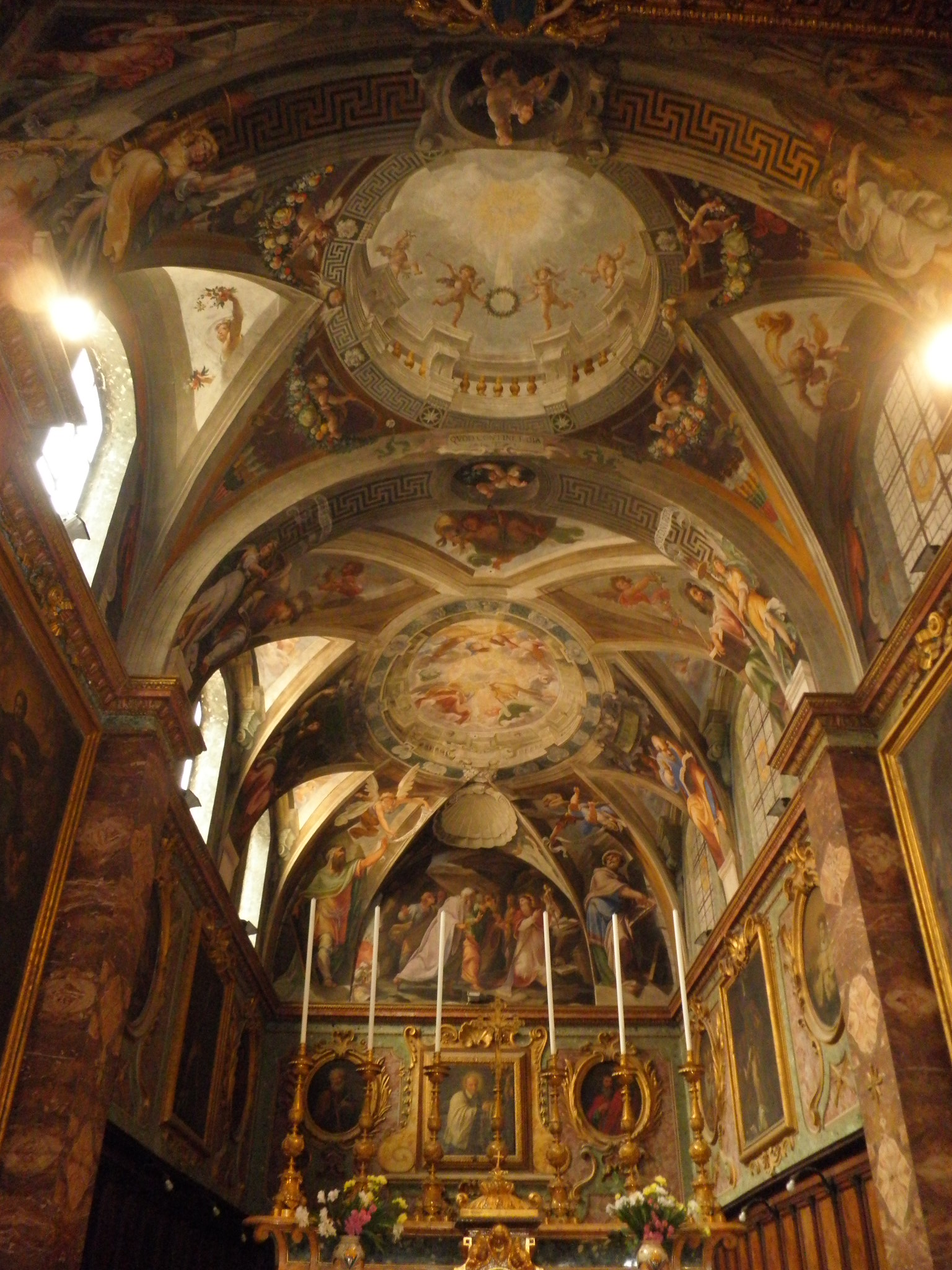
Хор церкви
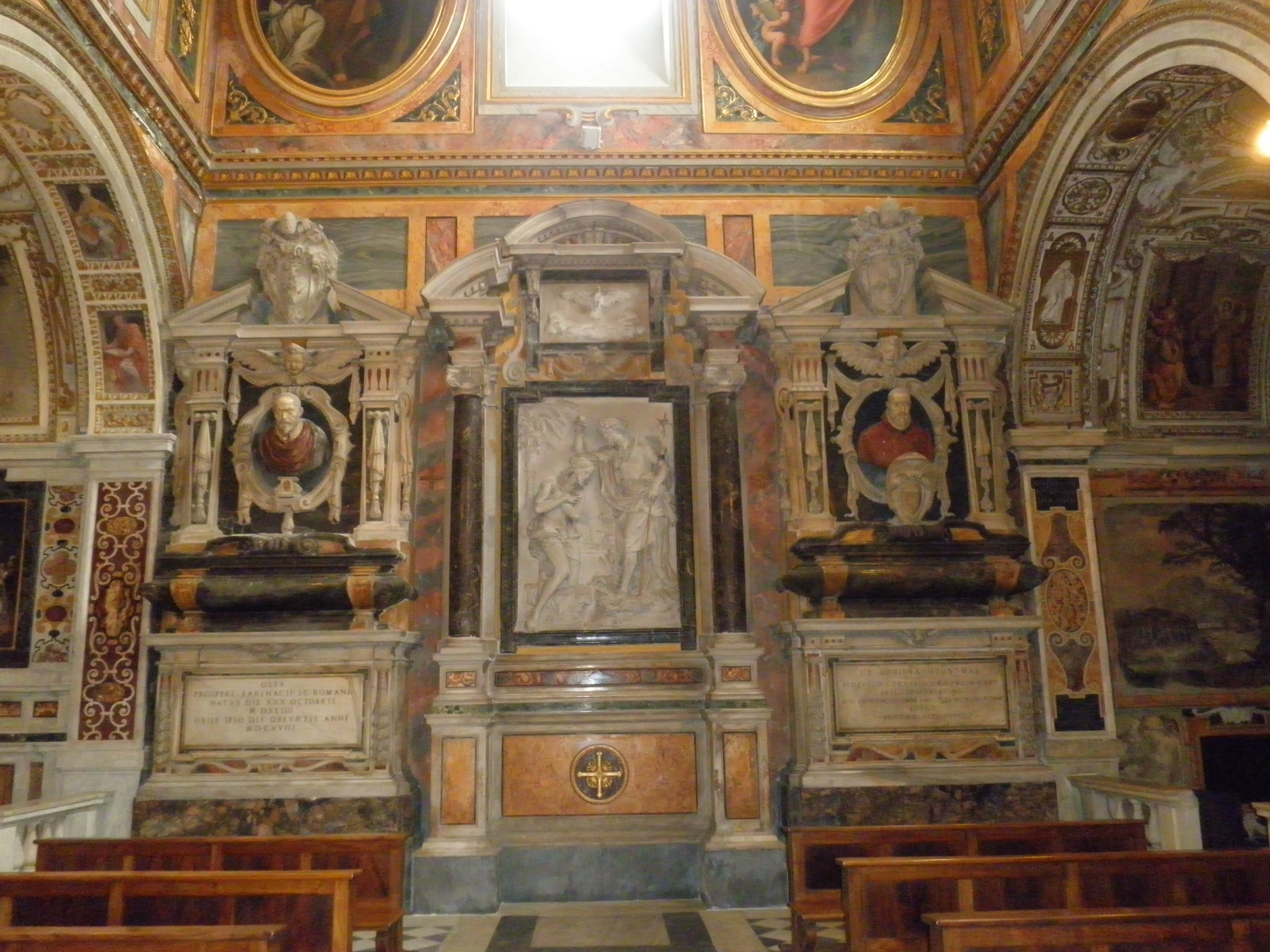
Контрфасад. Монумент кардиналу Федерико Корнер (Корнаро)
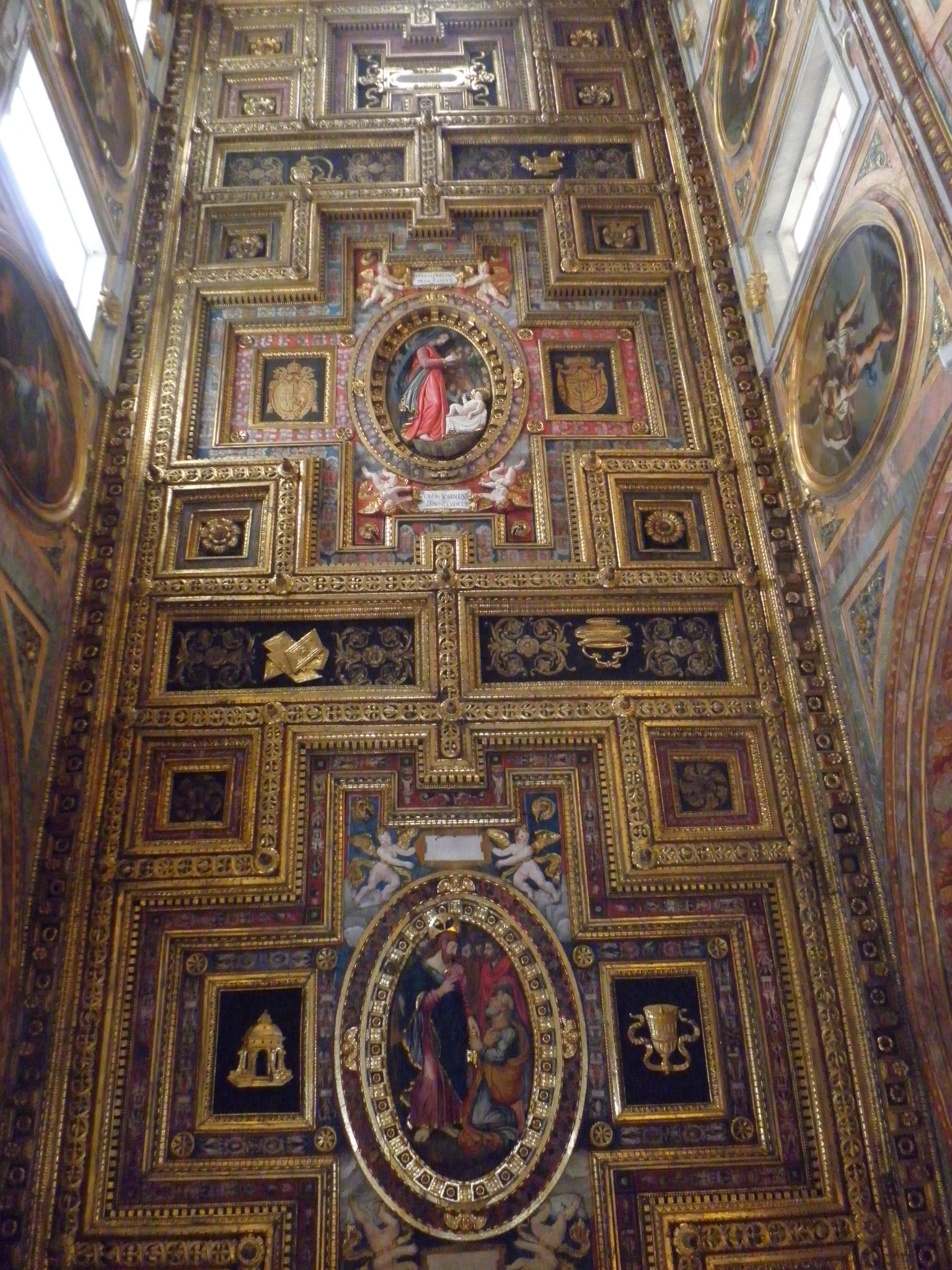
Плафон. Вторая половина XVI века. Фламинио Буланже (?)
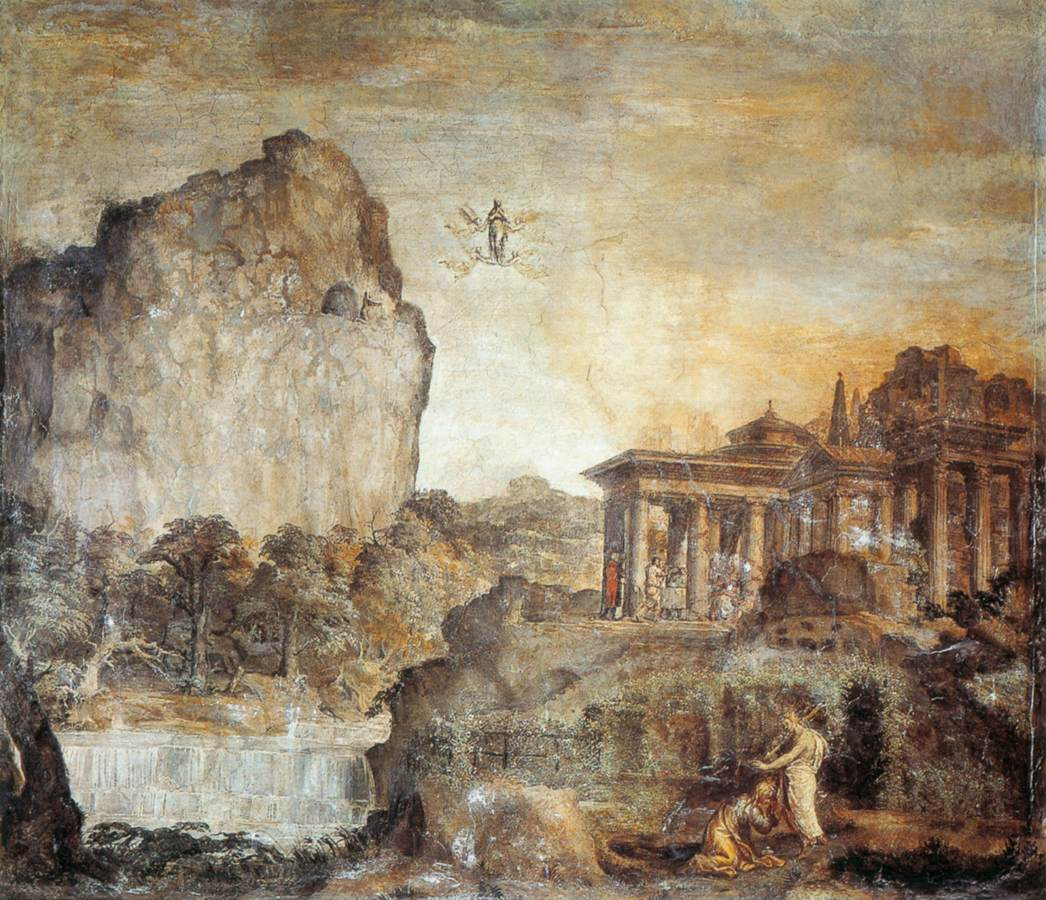
Полидоро да Караваджо. «Не прикасайся ко Мне». 1525. Фреска
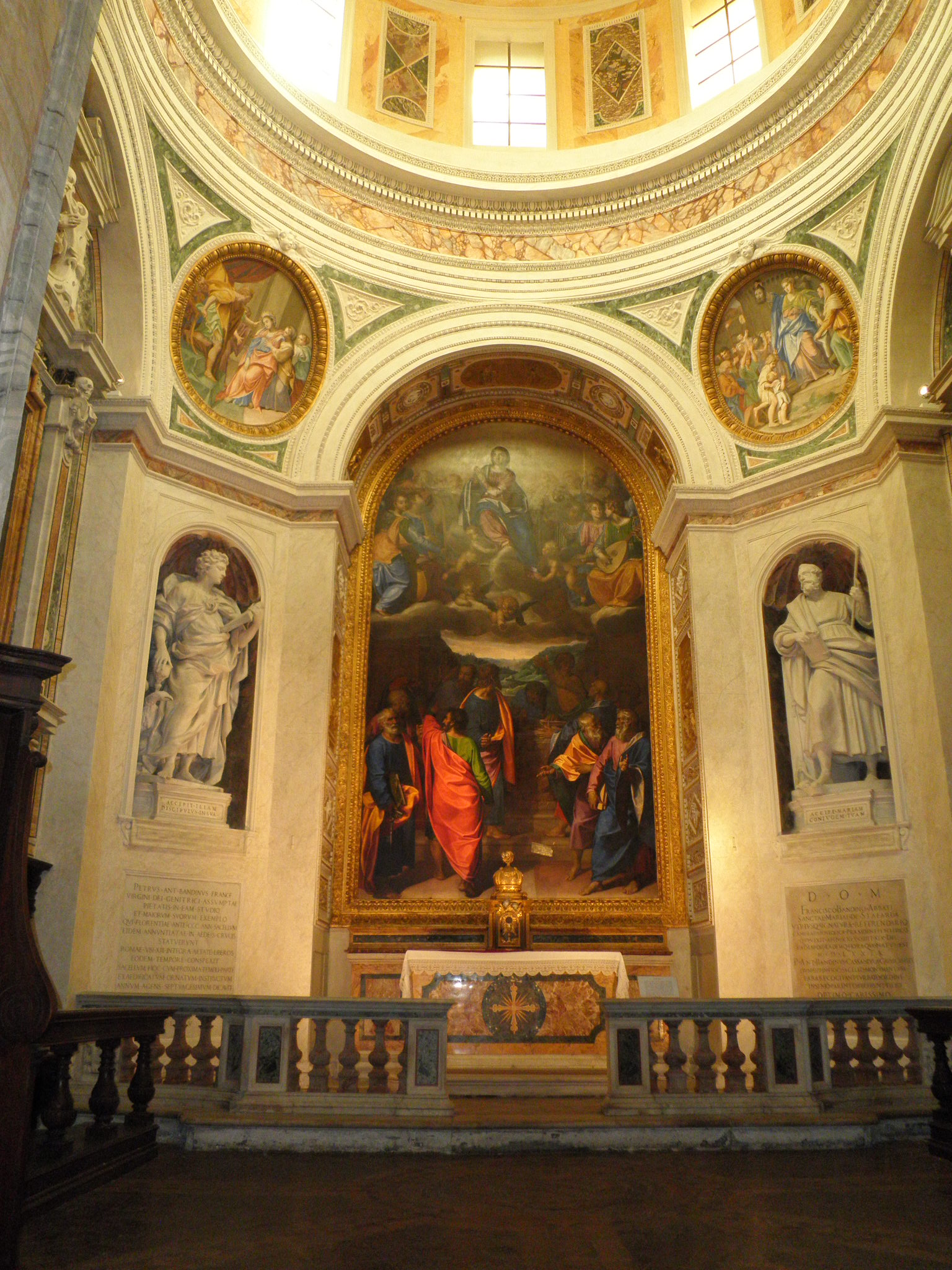
Капелла Бандини. 1585. Архитектор О. Маскерино
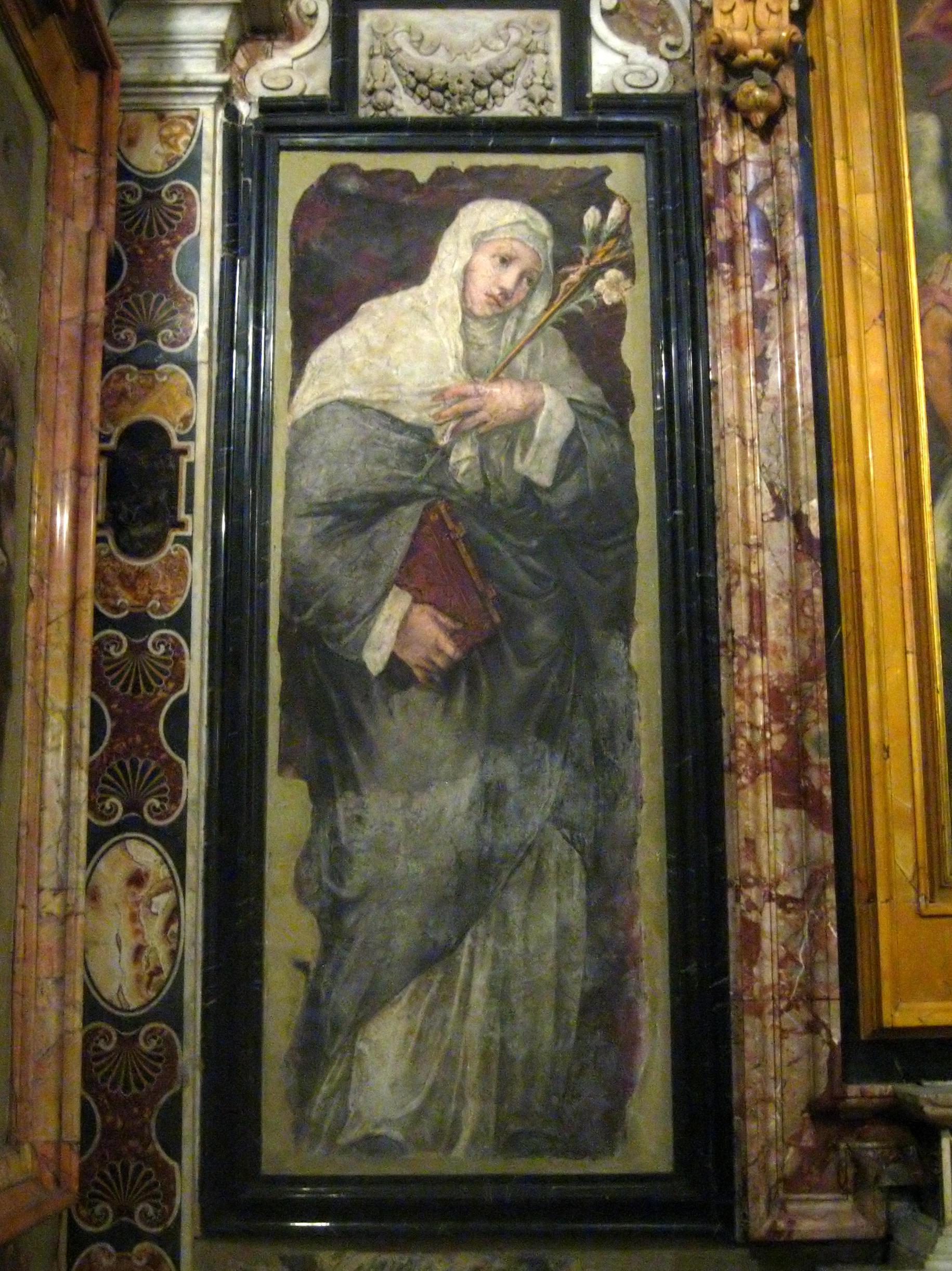
Полидоро да Караваджо. Святая Екатерина Сиенская. Ок. 1525. Деталь фрески